# Biserica de lemn din Turturești

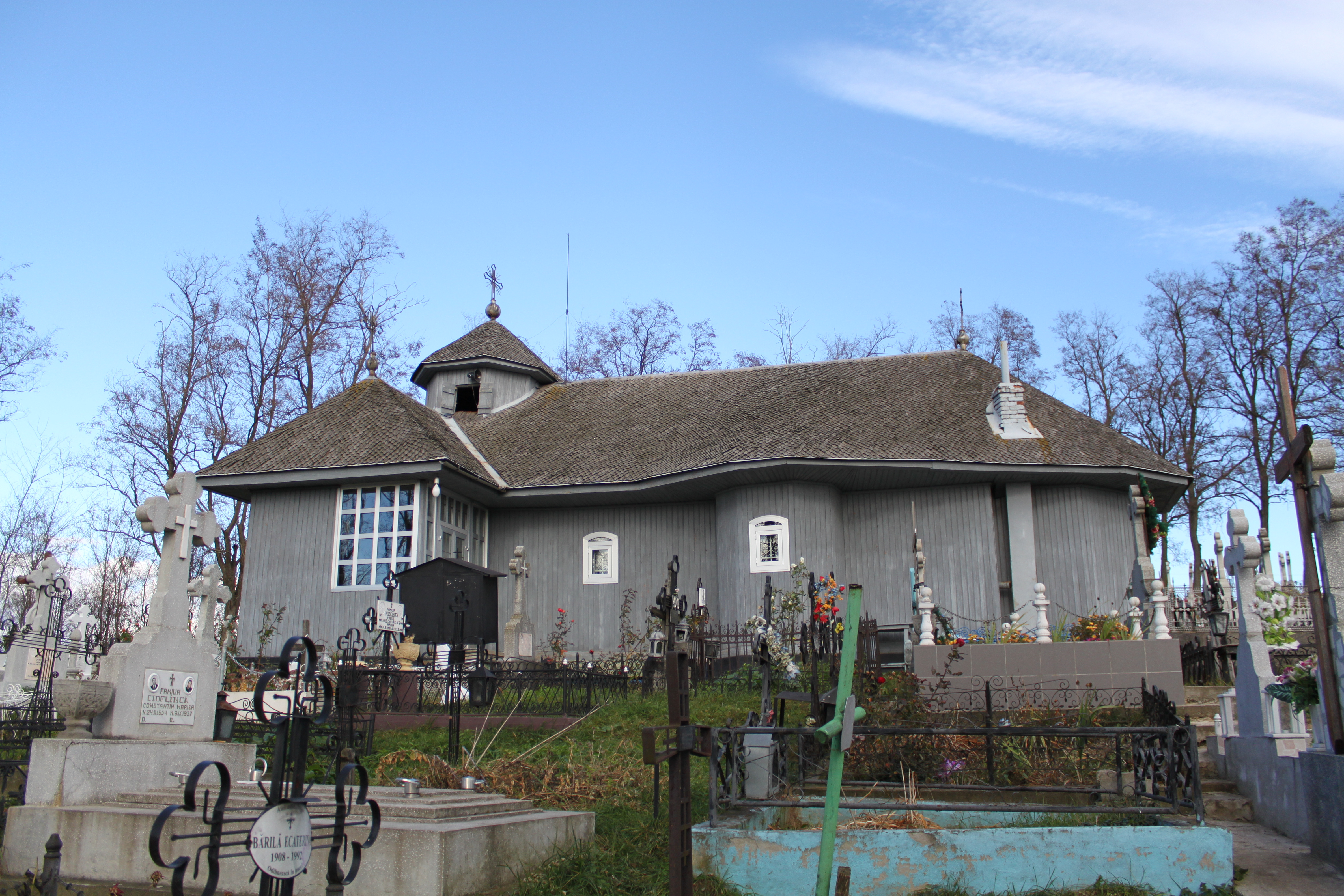
Biserica de lemn din Turtureşti, judeţul Neamţ

Biserica de lemn din Turturești, comuna Girov, județul Neamț.